# Urmary
Urmary (russisch Урма́ры; tschuwaschisch Вӑрмар) ist eine Siedlung (possjolok) in der Republik Tschuwaschien in Russland mit 5679 Einwohnern (Stand 14. Oktober 2010).

## Geographie
Der Ort liegt etwa 65 km Luftlinie südöstlich der Republikhauptstadt Tscheboksary, etwa sieben Kilometer von der Grenze zur östlich benachbarten Republik Tatarstan und 25 km von rechten Ufer der Wolga entfernt.
Urmary ist Verwaltungszentrum des Rajons Urmarski sowie Sitz und einzige Ortschaft der Stadtgemeinde Urmarskoje gorodskoje posselenije.

## Geschichte
Der Ort entstand 1893 im Zusammenhang mit dem Bau der Eisenbahnstrecke nach Kasan, als dort eine Station errichtet und nach dem drei Kilometer westlich gelegenen Dorf Malyje Urmary („Klein-Urmary“) benannt wurde. Das heute als Staryje Urmary („Alt-Urmary“) bezeichnete Dorf war bereits ab 1782 Verwaltungssitz einer Wolost des Ujesds Ziwilsk.
Die Siedlung bei der Bahnstation entwickelte sich nach 1900, insbesondere ab der Errichtung einer Möbelfabrik 1902 zu einem wirtschaftlichen Zentrum und wurde am 5. September 1927 Verwaltungssitz eines neu geschaffenen, nach ihr benannten Rajons. 1947 erhielt der Ort den Status einer Siedlung städtischen Typs. Seit der Verwaltungsreform 2006 ist Urmary als ländliche Siedlung eingestuft.

### Bevölkerungsentwicklung
| Jahr | Einwohner |
| ---- | --------- |
| 1939 | 1081      |
| 1959 | 2380      |
| 1970 | 3918      |
| 1979 | 4687      |
| 1989 | 6016      |
| 2002 | 6316      |
| 2010 | 5679      |

Anmerkung: Volkszählungsdaten

## Verkehr
Urmary besitzt einen Bahnhof bei Kilometer 704 der auf diesem Abschnitt 1894 eröffneten und seit 1986 elektrifizierten Eisenbahnstrecke Moskau – Arsamas – Kasan – Jekaterinburg.
Westlich an der Siedlung vorbei verläuft die Regionalstraße 97K-002, die knapp 20 km nordwestlich an der föderalen Fernstraße M7 Wolga beginnt und weiter in südwestlicher Richtung über Kanasch (an der A151) und Ibressi zur 97K-001 unweit von Alatyr führt.

## Persönlichkeiten
- Igor Belkowitsch (1904–1949), Astronom